# Episcopia Ortodoxă Română a Spaniei și Portugaliei
Episcopia Ortodoxă Română a Spaniei și Portugaliei este o eparhie a Bisericii Ortodoxe Române, ce are jurisdicție asupra comunităților ortodoxe românești din Spania și Portugalia. A fost înființată în anul 2007, ca o eparhie sufragană a Mitropoliei Ortodoxe Române a Europei Occidentale și Meridionale. Are sediul în Madrid (Spania) și este condusă de episcopul Timotei Lauran. 